# Susanna (Nuovo Testamento)
Susanna è una donna citata nel Vangelo di Luca (8:1-3), in cui viene identificata, assieme a Maria Maddalena e Giovanna, fra quelle discepole di Gesù che erano state guarite da malattie o liberate da spiriti maligni, e provvedevano a sostentare lui e i suoi seguaci.
Secondo il libro di Urantia, Susanna sarebbe stata figlia di un anziano funzionario (cazan) della sinagoga di Nazaret, e sarebbe stata una delle dieci donne incaricate da Gesù di diffondere il vangelo e di guarire i malati; il gruppo l'avrebbe scelta al proprio interno come capo, mentre Giovanna sarebbe stata la tesoriera.